# Anzano di Puglia

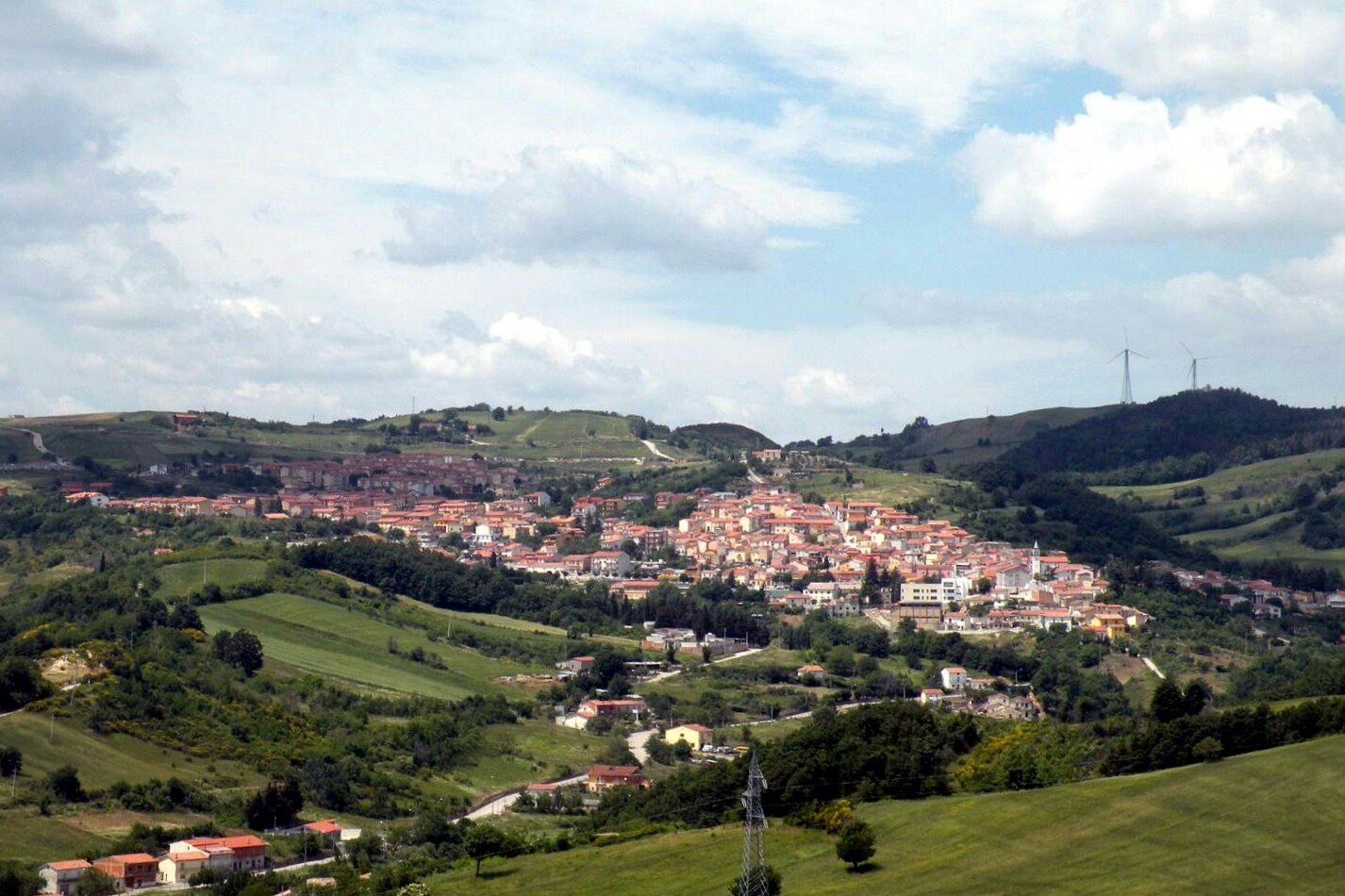
Anzano di Puglia

Anzano di Puglia (bis 1931 Anzano degli Irpini) ist eine süditalienische Gemeinde mit 1069 Einwohnern (Stand: 31. Dezember 2023) in der Provinz Foggia in der Region Apulien.

## Geographie
Die Gemeinde liegt auf einer Höhe von 760 Metern und umfasst eine Fläche von 11,12 km². Nachbargemeinden sind Monteleone di Puglia, San Sossio Baronia, Sant’Agata di Puglia, Scampitella, Vallesaccarda und Zungoli. Anzano di Puglia grenzt an die Provinz Avellino an.